# 第29SS武装擲弾兵師団
第29SS武装擲弾兵師団「イタリア第1」（だい29ぶそうてきだんぺいしだん―、独: 29. Waffen-Grenadier-Division der SS (italienische Nr. 1)）は、第二次世界大戦中に編成されたドイツ軍武装親衛隊の38師団のうちの1つであり、主にイタリア人により構成されている。師団シンボルは古代ローマ時代の武器である束桿（ファッショ）の絵である。この師団は1944年9月に形成され、武装SS擲弾兵旅団「イタリア第1」が師団規模に改変された。

## 概要

### 経緯
ドイツ軍は以前から占領下での兵員集め、および同盟を結んでいる国々からの直接の援軍以外の軍事支援を求めて武装親衛隊内に義勇兵部隊を組織していった。慢性的な戦力不足に陥った大戦末期にはその動きは一層に過熱していき、1944年8月にはフランス人義勇兵からなる第33SS武装擲弾兵師団「シャルルマーニュ」が結成されている。こうした流れからイタリア戦線の形成とイタリア社会共和国の成立に伴い、旧イタリア王国領の北部・中部に進駐した親衛隊はイタリア人の兵員による義勇兵師団が計画された。
1943年10月2日、親衛隊全国指導者ハインリヒ・ヒムラーは武装親衛隊の兵員召集を一任していたゴットロープ・ベルガー親衛隊本部長官と共にイタリア人隊員の編成を構想し。アドルフ・ヒトラー総統及びベニート・ムッソリーニ社会共和国統領に提案された。初めはイタリア社会共和国（RSI）軍のベルサリエリ兵を中心にした部隊が予定されていたが、後にイタリア進駐時に拘束されていた旧イタリア王国軍捕虜の内、まだRSI正規軍に編入されていない者から編成される事になった。
ドイツ南部のムンツィンゲン練兵場で1万5000名の捕虜に対する訓練が行われ、その中から6000名が選抜されてイタリア人親衛隊員となった。ムンツィゲンではRSI正規軍と共に訓練を受けたが、RSI正規軍があくまで訓練様式や装備をドイツ式にしたのみで、忠誠は従来通り祖国とムッソリーニ（或いはファシズム）に誓っていたのに対し、親衛隊員に選抜された兵士にはナチズムとヒトラーに忠誠を誓う様に再教育が施された。訓練で親衛隊に不適当とされた残りの9000名は黒い旅団などRSI軍の治安部隊に編入された。

### 戦歴
同年11月、武装親衛隊内の義勇部隊として「義勇イタリア軍団」 (Italienische-Freiwilligen-Legion)が結成された。軍装には武装親衛隊のルーン文字が用いられる一方、腕章にはナチ党のスワスチカではなくファシスト党のファスケスが使用された。1943年11月23日、ペーター・ハンセン親衛隊少将 (Peter Hansen)が軍団司令官に着任した。1944年3月には旅団規模に拡大され、「第1突撃イタリア義勇兵旅団」(1. Sturmbrigade Italienische Freiwilligen Legion)に改称すると共にイタリア地域の親衛隊及び警察高級指導者を務めるカール・ヴォルフ親衛隊大将が旅団長を兼任した。
旅団はC軍集団の一部としてアンツィオの戦い、モンテ・カッシーノの戦いに相次いで投入され、多くの犠牲を払いながら上陸した連合軍に包囲されたドイツ軍の脱出を助け、軍集団司令部から高く評価された 。1944年9月7日、親衛隊指導者ヒムラーは「同兵団は今や完全に武装親衛隊の一部となった」と称賛して、義勇兵旅団を正式な武装SS所属の部隊として、SS武装擲弾兵旅団「イタリア第1」 (Waffen-Grenadier-Brigade der SS (italienische Nr. 1))の名称を与えた。旅団長もヴォルフから元ファシスト党員で、イタリア人の親衛隊将官であったピエトロ・マネーリ親衛隊少将に交代した。将校・士官階級でも黒い貴族を祖先に持つピオ・フィリッパーニ・ロンコーニ親衛隊中尉らイタリア人親衛隊員が活躍した。
擲弾兵旅団に昇格した「第一イタリア」は司令官交代を経ながらピアチェンツァやオッソラで転戦を続け、一時はピエモンテで越境して来たフランスのパルチザン部隊とも交戦した。1945年3月、師団規模に拡大した「第一イタリア」は「第29SS武装擲弾兵師団 (イタリア第1) (29. Waffen-Grenadier-Division der SS (italienische Nr. 1))」に改称、武装親衛隊にとって29番目の師団となった。展開していたピアチェンツァ付近に連合軍が侵攻してくると、同師団の兵士からなる戦闘団「ビンツ」がパンツァーファウストや迫撃砲で米軍の戦車を多数破壊し、他の部隊も圧倒的に不利な状況下で勇戦を続けた。
1945年4月25日、ムッソリーニ処刑によりRSI政府が消滅し、役目を終えたRSI軍部隊が次第に解隊されていくなか、ヒトラーへの忠節を誓った「第一イタリア」の兵士達はロンバルディア州に後退して戦いを続けた。4月30日、「ビンツ」の要員らを含めた主要隊員が司令官のエルンスト・ツショッペ親衛隊上級大佐 (Ernst Tzschoppe)に率いられ、トルキスタン義勇兵らと米第34師団に投降した。
残存した部隊は依然として抵抗を続けたが、5月5日にヒトラーが自殺したとの報が届くと遂に連合軍に武装解除された。

## 概要

### 作戦地域
- 編成 - 終戦 イタリア
- 構成人種：イタリア人

### 部隊名の変遷
- 1943/11 - 1943/?? 義勇イタリア軍団 (Italienische-Freiwilligen-Legion)
- 1943/?? - 1944/09 第1突撃イタリア義勇兵旅団 (1. Sturmbrigade Italienische Freiwilligen Legion)
- 1944/09 - 1945/03 SS武装擲弾兵旅団 (イタリア第1) (Waffen-Grenadier-Brigade der SS (italienische Nr. 1))
- 1945/03 - 1945/05 第29SS武装擲弾兵師団 (イタリア第1) (29. Waffen-Grenadier-Division der SS (italienische Nr. 1))

### 指揮官
- 1943/11/13 - 1944/03/??  SS少将 ペーター・ハンセン (Peter Hansen)
- 1944/03/?? - 1944/09/??  SS大将 カール・ヴォルフ (Karl Wolff)
- 1944/09/?? - 1944/09/??  SS少将 ピエトロ・マネーリ (Pietro Mannelli)
- 1944/09/?? - 1944/10/??  SS少将 クリスチャン・ハンセン (Christian Hansen)
- 1944/10/?? - 1944/11/??  SS少将 グスタフ・ロンバルト (Gustav Lombard)
- 1944/11/09 - 1945/01/??  SS大佐 コンスタンチン・ヘルドマン (Constantin Heldmann)
- 1945/01/?? - 1945/04/??  SS上級大佐 エルンスト・ツショッペ (Ernst Tzschoppe)

### 戦闘序列
- 1945年
  - 第81SS武装擲弾兵連隊 (Waffen-Grenadier Regiment der SS 81)
  - 第82SS武装擲弾兵連隊 (Waffen-Grenadier Regiment der SS 82)
  - 第29SS武装砲兵連隊 (Waffen-Artillerie Regiment der SS 29)
  - 第29SS軽歩兵大隊 (Füsilier-Battailon der SS 29)
  - 第29SS装甲猟兵大隊 (Panzerjäger-Abteilung der SS 29)
  - 第29SS工兵中隊 (SS-Pionier-Kompanie 29)
  - 第29SS通信中隊 (SS-Nachrichten-Kompanie 29)
  - 第29SS野戦補充大隊 (SS-Feldersatz-Bataillon 29)